# Мехурчето
„Мехурчето“ (на иврит: הבועה) е израелски филм от 2006 година, романтична драма на режисьора Ейтан Фокс по негов сценарий в съавторство с Гал Ушовски.
В основата на сюжета е любовната връзка между двама млади мъже — израелец и палестинец. Централна тема е контрастът между либералната атмосфера на Тел Авив и останалата част от Израел и Палестина. Главните роли се изпълняват от Охад Кнолер, Юсеф Суеид, Даниела Вирцер, Алон Фридман.